# Mètode Pimsleur
El sistema d'aprenentatge de llengües Pimsleur és un mètode d'aprenentatge d'idiomes desenvolupat pel lingüista Paul Pimsleur. Es basa en quatre principis: "El principi d'anticipació", " el sistema de repetició espaiada -SRS ", un "vocabulari bàsic" i "l'aprenentatge orgànic". A diferència de l'ensenyament tradicional a l'aula, el mètode Pimsleur funciona totalment mitjançant l'oïda. Les lliçons desafien l'oient a "recordar i construir frases de memòria" en lloc de només fer-les repetir. Les classes són breus (30 minuts de durada) i estan dissenyades per escoltar-les només una vegada. L'alumne és examinat i tornat a examinar amb material nou a intervals diferents al llarg del curs per reforçar la memòria.

## Com funciona
- L'estudiant escolta una gravació en què un parlant nadiu diu frases culturalment riques tant en la llengua estrangera com en la llengua utilitzada per a l'ensenyament, normalment en anglès per a les lliçons disponibles actualment, encara que el mètode no estigui vinculat a una llengua específica.
- A intervals específics (intervals retardats), l'estudiant és convidat a repetir paraules i frases, després de les quals el professor pronuncia la forma correcta.
- A continuació, es presenta a l'alumne una paraula o frase nova i se'n explica el significat (novetat).
- Després de repetir la frase un parell de vegades, es demana a l'alumne que repeteixi la frase anterior, però fent seves les paraules i el significat de la paraula nova (record i construcció).
- Es presenten altres frases noves, mentre que les antigues es fan recorden a l'atzar (anticipació). La memòria aleatòria manté l'estudiant concentrat, forçant la seva ment a associar cada paraula amb un significat.

## Principis del Mètode Pimsleur

### El principi d'anticipació
Els cursos d'idiomes solen requerir que l'estudiant repeteixi seguint un instructor, una manera d'aprendre que Pimsleur creia que era passiva. Pimsleur va desenvolupar una tècnica de "repte i resposta", en la qual se li demanava a l'estudiant que arribés a la frase correcta en la llengua d'arribada, que després es va confirmar. Aquesta tècnica va desenvolupar una forma activa d'aprenentatge, que obligava a l'estudiant a pensar abans de respondre. Pimsleur creu que el principi d'anticipació reflecteix millor les converses de la vida real on el parlant ha de recordar ràpidament una frase de la memòria.

### Sistema de repetició espaiada
La memòria a intervals graduats és un mètode per reforçar el vocabulari après fent que l'estudiant recordi el material après un cop s'ha après i després el revisi gradualment durant intervals cada cop més llargs. És una versió del record mitjançant la repetició espaiada. Per exemple, si l'estudiant aprèn la paraula deux (en francès, "dos"), al principi es prova cada pocs segons, després cada pocs minuts, després cada poques hores i després cada pocs dies. Així, la paraula canvia gradualment de la memòria a curt termini a la memòria a llarg termini. Els programes d'aprenentatge de Pimsleur en la seva forma actual demanen específicament que un estudiant escolti una lliçó de trenta minuts cada dia, encara que pocs semblen acceptar aquest consell, ja que les lliçons estan dissenyades per a l'ús òptim de la memòria d'interval.

### Vocabulari bàsic
Un fet poc conegut sobre l'aprenentatge d'una llengua és que s'utilitza un petit vocabulari bàsic la majoria de les vegades. Segons algunes estimacions, n'hi ha prou amb aprendre cent paraules per entendre el 50% de la llengua, amb 500 paraules per entendre el 80% i amb 1200 paraules per entendre el 90%. El mètode Pimsleur funciona ensenyant un vocabulari bàsic que acostuma a utilitzar-se amb més freqüència en les activitats quotidianes (és a dir, fer, dir, ser, nombres, comprar, menjar, beure, etc.). Pimsleur mai ensenya gramàtica, més aviat deixa que l'estudiant la dedueixi a través de patrons comuns a les frases.

### Aprenentatge orgànic
l mètode Pimsleur pretén ensenyar, en el menor temps possible, un domini funcional per comprendre i parlar una llengua. Intenta treballar el vocabulari, la gramàtica i la pronunciació alhora, mentre intenta ensenyar frases que tinguin un ús pràctic en la vida quotidiana. Segueix el principi de que la llengua és sobretot parlada. Tenint en compte aquest concepte, Paul Pimsleur va crear els seus programes lingüístics en format d'àudio, ja que creia que els estudiants aprendrien millor amb l'orella que amb els ulls. Això s'aconsegueix mitjançant el que Pimsleur va anomenar "aprenentatge orgànic", que implica l'aprenentatge en diversos fronts simultàniament. El seu sistema intenta ensenyar a l'alumne la gramàtica, el vocabulari i la pronunciació d'una manera més natural. El fet d'aprendre d'oïda també tendeix a reduir els accents estrangers que es poden adquirir “llegint” paraules memoritzades.